# 1539
| [ Edytuj tabelę ]              | |
| Król Polski                    | - 1507 Zygmunt I Stary 1548 - 1530 Zygmunt II August 1572 |
| Współksiążęta Andory           | - 1534 Francisco de Urríes 1551 - 1517 Henryk II 1555 |
| Król Anglii                    | - 1509 Henryk VIII 1547 |
| Władca Azteków                 | - 1536 Diego Huanitzin 1541 |
| Elektor Brandenburgii          | - 1535 Joachim II Hektor 1571 |
| Książę Bawarii                 | - 1508 Wilhelm IV 1550 - 1516 Ludwik X 1545 |
| Sułtan Brunei                  | - 1521 Abdul Kahar 1575 |
| Cesarz Chin                    | - 1521 Jiajing 1566 |
| Król Czech                     | - 1526 Ferdynand I Habsburg 1564 |
| Król Danii                     | - 1534 Chrystian III 1559 |
| Dalajlama                      | - 1475 Gendun Gjaco 1541 |
| Cesarz Etiopii                 | - 1508 Lybne Dyngyl 1540 |
| Król Francji                   | - 1515 Franciszek I 1547 |
| Król Hiszpanii                 | - 1516 Karol I 1556 |
| Hrabia Holandii                | - 1515 Karol I Habsburg 1555 |
| Szach Iranu                    | - 1524 Tahmasp I 1576 |
| Państwo Wielkich Mogołów       | - 1530 Humajun 1540 |
| Władca Inków                   | - 1533 Manco Inca 1545 |
| Lord Irlandii                  | - 1509 Henryk VIII Tudor 1542 |
| Cesarz Japonii                 | - 1526 Go-Nara 1557 |
| Kalif                          | - 1520 Sulejman I 1566 |
| Patriarcha Konstantynopola     | - 1522 Jeremiasz I 1545 |
| Władca Korei                   | - 1506 Chungjong 1544 |
| Wielki książę litewski         | - 1506 Zygmunt I Stary 1548 - 1530 Zygmunt August 1569 |
| Sułtan Maroka                  | - 1524 Abu al-Abbas Ahmad 1545 |
| Senior Monako                  | - 1532 Honoriusz I 1581 |
| Wielki książę moskiewski       | - 1533 Iwan IV Groźny 1547 |
| Król Nawarry                   | - 1516 Henryk II 1555 |
| Król Norwegii                  | - 1534 Chrystian III 1559 |
| Sułtan Omanu                   | - 1529 Bakarat ibn Muhammad 1560 |
| Elektor Palatynatu             | - 1508 Ludwik V 1544 |
| Papież                         | - 1534 Paweł III 1549 |
| Król Portugalii                | - 1521 Jan III 1557 |
| Książę w Prusach               | - 1525 Albrecht 1568 |
| Cesarz Rzymski (niemiecki)     | - 1519 Karol V Habsburg 1558 |
| Kapitanowie Regenci San Marino | - 1538 Carlo di Cristofaro Gianolini Cristofaro di Marino Giangi 1539 - 1539 Melchiorre di Francesco Belluzzi Niccolò di Sante di Biagio 1539 - 1539 Bartolo di Simone Belluzzi Giacomo di Antonio Giannini 1540 |
| Elektor Saksonii               | - 1532 Jan Fryderyk I 1547 |
| Król Szkocji                   | - 1513 Jakub V 1542 |
| Król Szwecji                   | - 1521 Gustaw I Waza 1560 |
| Król Tajlandii                 | - 1534 Chaiya Racha Thirat 1546 |
| Sułtan Turków                  | - 1520 Sulejman Wspaniały 1566 |
| Doża Wenecji                   | - 1538 Pietro Lando 1545 |
| Król Węgier                    | - 1526 Ferdynand I 1564 - 1526 Jan Zápolya 1540 |

Rok 1539 / MDXXXIX
stulecia: XV wiek ~
XVI wiek ~
XVII wiek

lata: 1529 «
1534 «
1535 «
1536 «
1537 «
1538 «
1539
» 1540
» 1541
» 1542
» 1543
» 1544
» 1549

## Wydarzenia w Polsce
- 20 lutego – w Krakowie zakończył obrady sejm[1].
- 23 lutego – odbył się ślub Izabeli Jagiellonki z królem Węgier, Janem Zápolyą.
- 19 kwietnia – na Małym Rynku w Krakowie została spalona na stosie pod zarzutem apostazji 79-letnia Katarzyna Weiglowa.

- Do Fromborka przybył, Jerzy Joachim Retyk zwany Retykiem, profesor matematyki z Wittenbergi. Gościł go Mikołaj Kopernik, którego naukę chciał poznać Retyk. Marcin Luter wyraził swój sąd o Koperniku: „Ten głupiec[a] chce wywrócić całą sztukę astronomii! Ale, jak wskazuje Pismo Św., Jozue kazał Słońcu zatrzymać się, a Ziemi nie!”.
- W Rzeczypospolitej zawężono przestępstwo obrazy majestatu tylko do zamachów na osobę króla.
- Włoszczowa uzyskała prawa miejskie.

## Wydarzenia na świecie
- 14 stycznia – Hiszpania zaanektowała Kubę.
- 27 kwietnia – odnowienie miasta Bogota w Nowym Królestwie Grenady, dzisiejsza Kolumbia.
- 30 maja – w okolicach dzisiejszego miasta Tallahassee na Florydzie wylądowała hiszpańska wyprawa z ponad 600 osobami na 10 statkach pod wodzą odkrywcy i konkwistadora Hernanda de Soto.
- 3 czerwca – Hernando de Soto ogłosił przyłączenie Florydy do Hiszpanii.
- 9 lipca – angielski rycerz maltański Adrian Fortescue został ścięty za odmowę uznania zwierzchności króla nad Kościołem; wraz ze współtowarzyszem męczeństwa Tomaszem Dingleyem beatyfikowany przez papieża Leona XIII w 1895 roku.

- Francja: Ordonans z Villers Cotterets

## Zdarzenia astronomiczne
- 18 kwietnia – częściowe zaćmienie Słońca[2].

## Urodzili się
- 23 lutego – Henryk XI, książę legnicki (zm. 1588)
- 5 kwietnia – Jerzy Fryderyk Hohenzollern, książę karniowski, książę opolsko-raciborski potem żagański (zm. 1603)
- 10 lipca - Łukasz Kościelecki, polski duchowny katolicki biskup poznański (zm. 1597)
- 5 grudnia – Faust Socyn, twórca socynianizmu i doktryny religijnej Braci Polskich (zm. 1604).
- José de Acosta, hiszpański misjonarz jezuicki (zm. 1600)
- Jan Dymitr Solikowski, arcybiskup lwowski, sekretarz królewski, legat papieża Klemensa VIII (zm. 1603)
- Makary Żabiński, cudotwórca i święty Kościoła prawosławnego (zm. 1623)

## Zmarli
- 7 lutego – Anna Hohenzollern, księżna cieszyńska (ur. 1487)
- 19 kwietnia – Katarzyna Weiglowa, wdowa po Melchiorze Wejglu, kupcu i rajcy krakowskim (ur. ok. 1460)
- 5 lipca – Antoni Maria Zaccaria, włoski zakonnik, założyciel barnabitów, święty katolicki (ur. 1502)
- 9 lipca – Adrian Fortescue, angielski męczennik, błogosławiony katolicki (ur. ok. 1480)
- 22 września – Guru Nanak Czand (गुरु नानक), indyjski reformator religijny, założyciel i pierwszy guru sikhizmu (ur. 1469)